# Вершинин, Денис Иванович
Денис Иванович Вершинин (1927—1997) — советский передовик производства в автомобильной промышленности. Лауреат Государственной премии СССР (1981). Герой Социалистического Труда (1982).

## Биография
Родился 10 октября 1927 года в Вятской губернии в крестьянской семье.
В 1940 году после окончания шести классов поступил в Горьковское ремесленное училище № 1 на специальность токаря. С 1941 года работает на Горьковском автомобильном заводе. В 1950-х годах Д. И. Вершинин принимал активное участие в движении за экономию металла, участвовал в создании новой технологии оснастки, являлся автором ряда приспособлений, способствующих достижению высоких режимов резания твёрдосплавным инструментом. 22 августа 1966 года «за успехи в труде» Указом Президиума Верховного Совета СССР Д. И. Вершинин был награждён Орденом Ленина.
6 ноября 1981 года постановлением Совета Министров СССР и ЦК КПСС «за выдающиеся достижения в труде, вклад в совершенствование технологий производства» Денис Иванович Вершинин был удостоен Государственной премии СССР.
18 мая 1982 года Указом Президиума Верховного Совета СССР «за выдающиеся успехи достигнутые в выполнении производственных заданий и социалистических обязательств и проявленную трудовую доблесть» Денис Иванович Вершинин был удостоен звания Героя Социалистического Труда с вручением Ордена Ленина и золотой медали «Серп и Молот».
Принимал активное участие в общественной работе, избирался депутатом Горьковского областного и районных Советов народных депутатов.
Умер 23 июня 1997 года в городе Нижний Новгород. Похоронен на Старом Автозаводском кладбище.

## Награды
- Медаль «Серп и Молот» (18.05.1982)
- Два Ордена Ленина (22.08.1966, 18.05.1982)
- Медаль «За трудовую доблесть» (9.01.1952)

### Премии
- Государственная премия СССР (6.11.1981)